# Star Z-45
Star Z-45 — испанский пистолет-пулемёт, выпускавшийся с 1945 года и созданный на базе знаменитого немецкого ПП модели MP40.
Z-45 полностью сохранил основные особенности проверенной конструкции MP40, но при этом его создателями были устранены практически все характерные для немецкого прототипа основные недостатки.
Патрон 9 мм Largo (9×23 мм), более мощный по сравнению с использовавшимся в МР40 9х19 Para, позволил улучшить баллистику оружия, которая у МР40 объективно была достаточно посредственной. Ствол, у прототипа сильно нагревавшийся при стрельбе и способный причинить стрелку ожоги рук, был закрыт перфорированным металлическим кожухом. Дульный тормоз-компенсатор в виде шести пропилов в кожухе позволил уменьшить подбрасывание оружия при стрельбе и этим улучшить показатели кучности боя. Появился отсутствовавший на прототипе селектор режимов огня: при слабом нажатии на спусковой крючок происходили одиночные выстрелы, при сильном — автоматический огонь. Прицельные приспособления были усовершенствованы, а рукоятка взведения — перенесена на правую сторону ствольной коробки (расположенная слева рукоятка МР40 при ношении оружия в положении «на грудь» утыкалась в грудную клетку стрелка, доставляя ему существенный дискомфорт) и приобрела более совершенный предохранитель в виде блокирующей затвор сдвижной вперёд-назад фишки (на прототипе была менее удобная сдвижная влево-вправо). Ложа была выполнена из дерева, вместо использовавшегося в конструкции МР40 бакелита. Базовая модель имела винтовочный приклад с полупистолетной шейкой, вариант FS — аналогичный МР40 складной плечевой упор.
Z-45 сохранил главное преимущество своего предка — весьма умеренный темп стрельбы (450 выстрелов в минуту), достигавшийся благодаря пневматическому тормозу затвора, представлявшем собой систему телескопически вставленных друг в друга трубок, окружающих возвратно-боевую пружину, а также — его сравнительную компактность, относительную технологичность и систему продольных выштамповок на затворной коробке, служивших карманами для улавливания грязи и пыли.
В 1945 был принят на вооружение гражданской гвардии Испании, в следующем году полиции, в 1947 ВВС Испании, а в 1947 испанской армии.
Будучи сравнительно удачной конструкцией, Z-45 выпускался до начала 60-х годов, когда его сменил более совершенный ПП модели STAR Z-62.

## Боевое применение
Использовался испанской армией в 1957-1958 годах в ходе войны Ифни против марокканской освободительной армии.

## Операторы
Экспортировался на Кубу, в Португалию, Чили и Саудовскую Аравию.